# Stockton, California
Stockton este un oraș și sediul comitatului San Joaquin, statul  California,  Statele Unite ale Americii. Localitatea. care are peste 279.800 de locuitori, se întinde pe o suprafață de 144,9 km² într-o regiune peponderent viticolă.

## Personalități
- Chris Isaak cântăreț și actor
- Fred Merkel motociclist
- Richard Montague matematician, logician, filozof, și lingvist
- Michael Nava scriitor
- Grant-Lee Phillips cântăreț
- Beulah Quo actriță
- Kara Walker artistă